# Bernard Malivoire
Bernard Malivoire (født 20. april 1938 i Paris, død 18. december 1982 i Boulogne-Billancourt) var en fransk roer og olympisk guldvinder.

## Rokarriere
Malivoire var styrmand og deltog sammen med roerne Raymond Salles og Gaston Mercier) i toer med styrmand ved OL 1952 i Helsinki. Italienerne var favoritter i disciplinen som europamestre de foregående tre år, men den franske båd satte hurtigste tid i indledende heat. I semifinalen var de igen marginalt hurtigst, mens italienerne vandt det andet heat. I finalen gentog franskmændene bedriften og vandt sikkert guldet, mens tyskerne overraskende sikrede sig sølv og Danmark bronze, mens Italien måtte nøjes med en skuffende fjerdeplads. Malivoir var 14 år og 95 dage gammel, da guldmedaljen blev vundet, hvilket gjorde ham til den yngste medaljevinder ved OL 1952.

## OL-medaljer
- 1952:  Guld i toer med styrmand